# 기요카와촌
기요카와촌(일본어: 清川村)은 일본 가나가와현 아이코군의 촌이다. 촌의 대부분은 단자와 산지 내에 있다.

## 역사
기요카와촌은 1956년 9월 30일에 이전의 스스가야촌과 미야가세촌이 합쳐져 성립되었다. 1956년 미야가세댐의 완공으로 옛 미야가세촌의 대부분이 수몰되었고 주민들은 기요카와촌이나 이웃한 아이카와정으로 이주하였다.

## 인구
| 연도 | 인구  | ±%     |
| ---- | ----- | ------ |
| 1920 | 2,761 | —      |
| 1930 | 2,920 | +5.8%  |
| 1940 | 2,855 | −2.2%  |
| 1950 | 3,313 | +16.0% |
| 1960 | 2,895 | −12.6% |
| 1970 | 2,757 | −4.8%  |
| 1980 | 3,539 | +28.4% |
| 1990 | 3,549 | +0.3%  |
| 2000 | 3,482 | −1.9%  |
| 2010 | 3,460 | −0.6%  |